# Cerotainia albipilosa
Cerotainia albipilosa är en tvåvingeart som beskrevs av Charles Howard Curran 1930. Cerotainia albipilosa ingår i släktet Cerotainia och familjen rovflugor. Inga underarter finns listade i Catalogue of Life.